# Raemer Schreiber
 (avril 2019).
Si vous disposez d'ouvrages ou d'articles de référence ou si vous connaissez des sites web de qualité traitant du thème abordé ici, merci de compléter l'article en donnant les références utiles à sa vérifiabilité et en les liant à la section « Notes et références ».
Pour les articles homonymes, voir Schreiber.
Raemer Edgar Schreiber est un physicien américain né le 11 novembre 1910 à McMinnville en Oregon et mort le 24 décembre 1998 à Los Alamos au Nouveau-Mexique.
Il travaille au Laboratoire national de Los Alamos pendant la Seconde Guerre mondiale et participe au développement de la bombe atomique américaine. Il occupe le poste de directeur adjoint du laboratoire de 1972 à 1974.

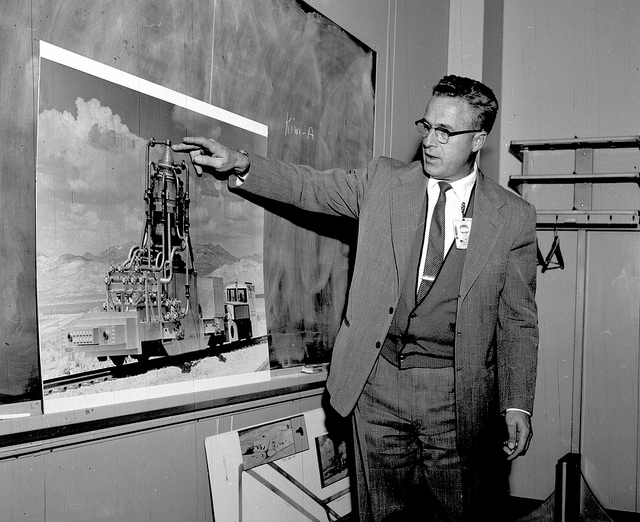
Schreiber devant une affiche du projet Rover en 1959.